# Xolotl

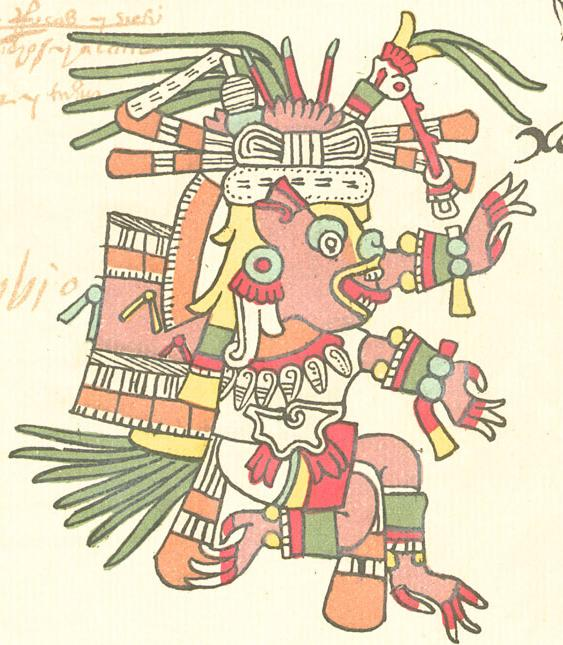
Xolotl.

Xolotl é um deus asteca, irmão gêmeo de Quetzalcoatl, que guia as almas durante sua jornada por Mictlan. Era encarnado como uma salamandra Ambystoma mexicanum, que recebeu seu nome popular (Axolote).

## Mitos e Função

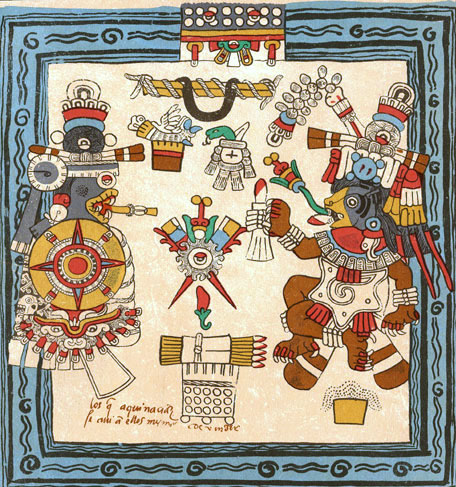
Xoloti com elementos simbólicos ligados à sua divindade

Xolotl era também o deus do fogo e iluminação, doenças e deformidades. Irmão gêmeo de Quetzalcoatl filhos da virgem Coatlicue, e era a personificação escura de Vênus, a estrela da noite. Ele guardava o sol, quando passou pelo submundo da noite. Ele também ajudou Quetzalcoatl em trazer a humanidade e fogo do submundo. Xolotl foi descrito como esqueleto de um homem com cabeça de cão monstro e pé invertidos. Ele é identificado com Xocotl como sendo o asteca deus do fogo. 
Xolotl, no entanto, ajuda os mortos em sua viagem para Mictlan, a vida após a morte, em alguns mitos.